# Enhydrusini
Los enidrinos (Enhydrusini) son una tribu de coleópteros adéfagos  perteneciente a la familia Gyrinidae. 

## Géneros
Tiene los siguientes géneros.
- Andogyrus - Dineutus - Enhydrus - Macrogyrus - Porrorhynchus[1]